# Luigino Pagotto
Luigino Pagotto (* 4. September 1963 in Venedig) ist ein italienischer Unternehmer und ehemaliger Automobilrennfahrer.

## Karriere
Luigino Pagotto bestritt in den 1990er-Jahren GT- und Tourenwagenrennen. Er ging in der FIA-GT-Meisterschaft an den Start und fuhr 1993 eine Saison in der Deutschen Tourenwagen-Meisterschaft. Bei acht Rennstarts konnte er sich mit seinem Opel Astra GSi 16V allerdings nie in den Punkterängen klassieren. 1993 war er beim 12-Stunden-Rennen von Sebring und beim 24-Stunden-Rennen von Le Mans am Start. In Sebring erreichte er den 17. Endrang; in Le Mans fiel er aus.
Nach dem Ende der Rennkarriere nahm er die Schweizer Staatsbürgerschaft an und gründete ein Unternehmen, das Leasing beim Finanzieren von Automobilkäufen anbot. Die PS Finanz und Leasing AG war wegen unklarer Verträge mehrmals Gegenstand gerichtlicher Ermittlungen.

## Statistik

### Karrierestationen
- 1993: Deutsche Tourenwagen-Meisterschaft
- 1996: Global GT Championship (Platz 126)
- 1997: FIA-GT-Meisterschaft - GT2 (Platz 55)

### Le-Mans-Ergebnisse
| Jahr | Team                 | Fahrzeug                  | Teamkollege   | Teamkollege    | Platzierung | Ausfallgrund |
| ---- | -------------------- | ------------------------- | ------------- | -------------- | ----------- | ------------ |
| 1993 | Cartronic Motorsport | Porsche 911 Carrera 2 Cup | Lilian Bryner | Enzo Calderari | Ausfall     | Unfall       |

### Sebring-Ergebnisse
| Jahr | Team             | Fahrzeug              | Teamkollege   | Teamkollege    | Platzierung | Ausfallgrund |
| ---- | ---------------- | --------------------- | ------------- | -------------- | ----------- | ------------ |
| 1993 | Cigarette Racing | Porsche 911 Carrera 2 | Ronny Meixner | Enzo Calderari | Rang 17     |              |